# دهستان خاتون‌آباد (شهربابک)
دهستان خاتون‌آباد نام دهستانی در بخش مرکزی شهرستان شهربابک، استان کرمان در ایران است. براساس سرشماری مرکز آمار ایران در سال ۱۳۸۵، جمعیت آن ۵۵۴۹ نفر (۱۲۹۵ خانوار) بوده‌است.